# بريكسن
بريكسن (بالإيطالية: Bressanone) مدينة بشمال إيطاليا بمقاطعة جنوب تيرول، تقع حوالي 40 كيلومترا شمال مدينة بولسانو.

## السكان
في سنة 1811 بلغ عدد السكان 5٬900 نسمة، وتطور العدد ليصل في سنة 2011 لـ 20٬677 نسمة.
يظهر هذا المخطط البياني تطور النمو السكاني لـ بريكسن

## تاريخ
استقرت منطقة بريكسين منذ العصر الحجري القديم الأعلى (الألفية الثامنة قبل الميلاد). تم العثور على مستوطنات أخرى من أواخر العصر الحجري وفي عام 15 قبل الميلاد، تم غزو المنطقة من قبل الرومان، الذين كانت مستوطنتهم الرئيسية في Säben القريبة ( Sabiona). احتفظوا بها حتى عام 590 تقريبًا ، عندما احتلها البافاريون.
يعود أول ذكر لبريكسين إلى عام 901 في وثيقة صادرة عن ملك ألمانيا ، لويس الثالث الطفل، حيث تم تخصيص إقليم يسمى بريهسنا إلى زكريا، أسقف سابين. مع مرور الوقت ، تحولت "Prihsna" إلى الاسم الحالي لبريكسين. انتقل الأساقفة إلى هنا من سابين عام 992، بعد الانتهاء من الكاتدرائية.
في عام 1039، تم ترقية أسقف بريكسين، بوبو، إلى مرتبة البابا من قبل الإمبراطور هنري الثالث. لكن عهده استمر لمدة 23 يومًا فقط. في نفس القرن، أصبحت بريكسن مقرًا لمدير كنسي مستقل، والذي ناضل في السنوات التالية من أجل البقاء ضد مقاطعة تيرول المجاورة. في عام 1080، أدان سينودس بريكسين البابا غريغوريوس السابع . في عام 1115، تم الانتهاء من إنشاء السطر الأول من الجدران التي تطوق بريكسين.
علمنة الأسقفية عام 1803 وضمتها الإمبراطورية النمساوية. بين عامي 1851 و 1855، تم نفي الصحفي والكاتب التشيكي Karel Havlíček Borovský من قبل الحكومة النمساوية إلى بريكسين. بعد نهاية الحرب العالمية الأولى ، ضمت إيطاليا بريكسين.

## جغرافيا
ذكرت لأول مرة في 901، بريكسين هي ثالث أكبر مدينة وأقدم مدينة في المقاطعة، والعاصمة الفنية والثقافية للوادي. تقع عند التقاء نهري إيساك ورينز، على بعد 40 كيلومترًا (25 ميلًا) شمال بولزانو و 45 كيلومترًا (28 ميلًا) جنوب ممر برينر ، على الحدود الإيطالية النمساوية. وهي محاطة من الجانب الشرقي بجبال بلوز وتلغراف (مونتي تلغرافو)(2504 م) وعلى الجانب الغربي جبل كونيغسانغر (مونتي باسكولو) (2436 م).
تُعرف بريكسين بشكل خاص بأنها منتجع تزلج رئيسي (ذا بلوز). وتشمل الأنشطة الأخرى الطاقة الكهرومائية والبساتين وكروم العنب.

## مجتمع

### توزيع اللغات
وفقًا لتعداد عام 2011 ، يتحدث غالبية السكان اللغة الألمانية كلغة أولى (72.82٪). يتحدث باقي السكان الإيطالية ولدين كلغات أولى ، بنسب 25.84٪ و 1.34٪ على التوالي.
| اللغة   | 2001   | 2011   |
| ------- | ------ | ------ |
| ألمانية | 73.13% | 72.82% |
| إيطالية | 25.65% | 25.84% |
| Ladin   | 1.23%  | 1.34%  |

## المدن التوأم
- ريغنسبورغ، ألمانيا، منذ 1969.
- هافليتشكوف برود، جمهورية التشيك، منذ 1992.
- بليد، سلوفينيا، منذ 2004.

## معرض صور

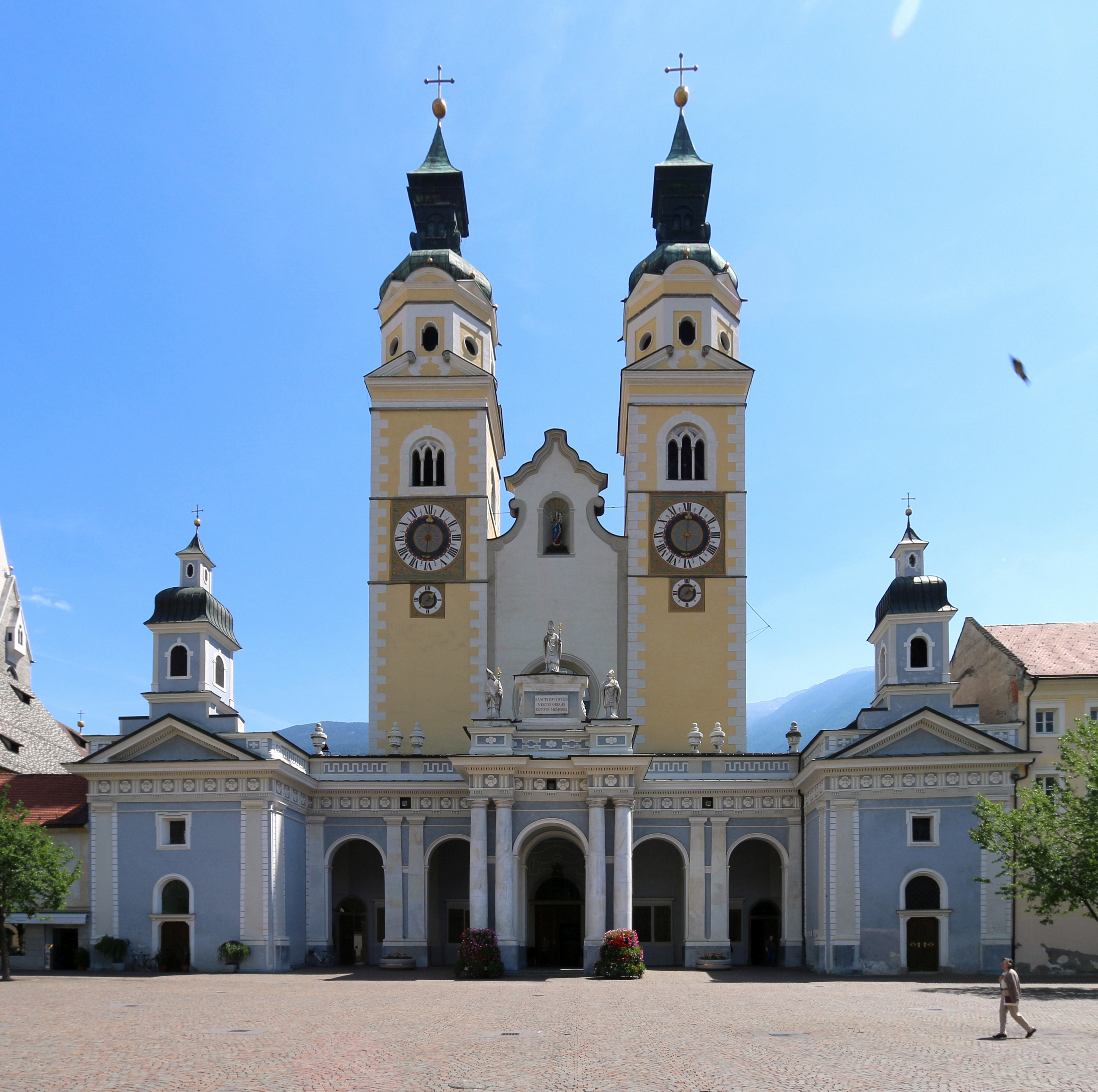
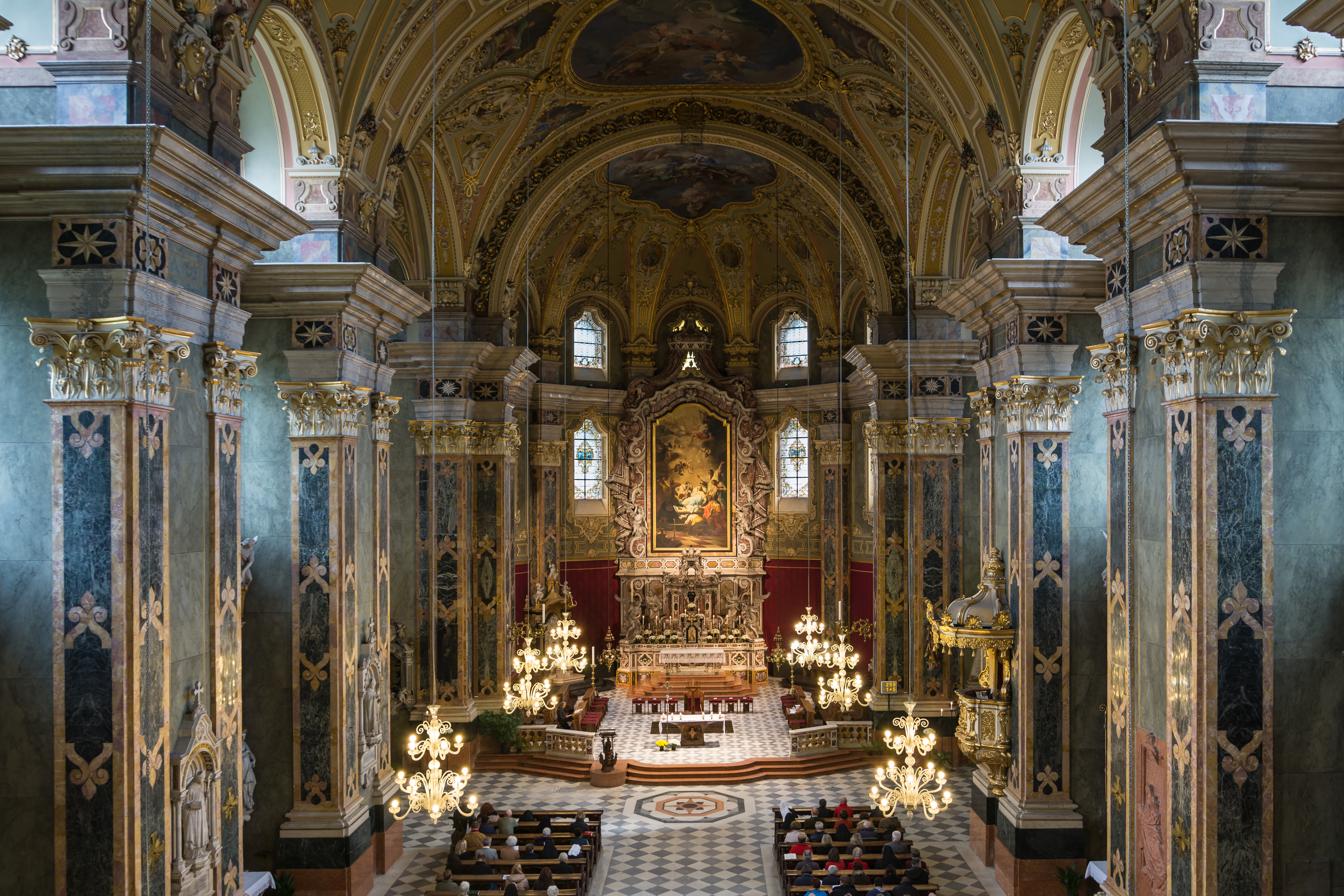
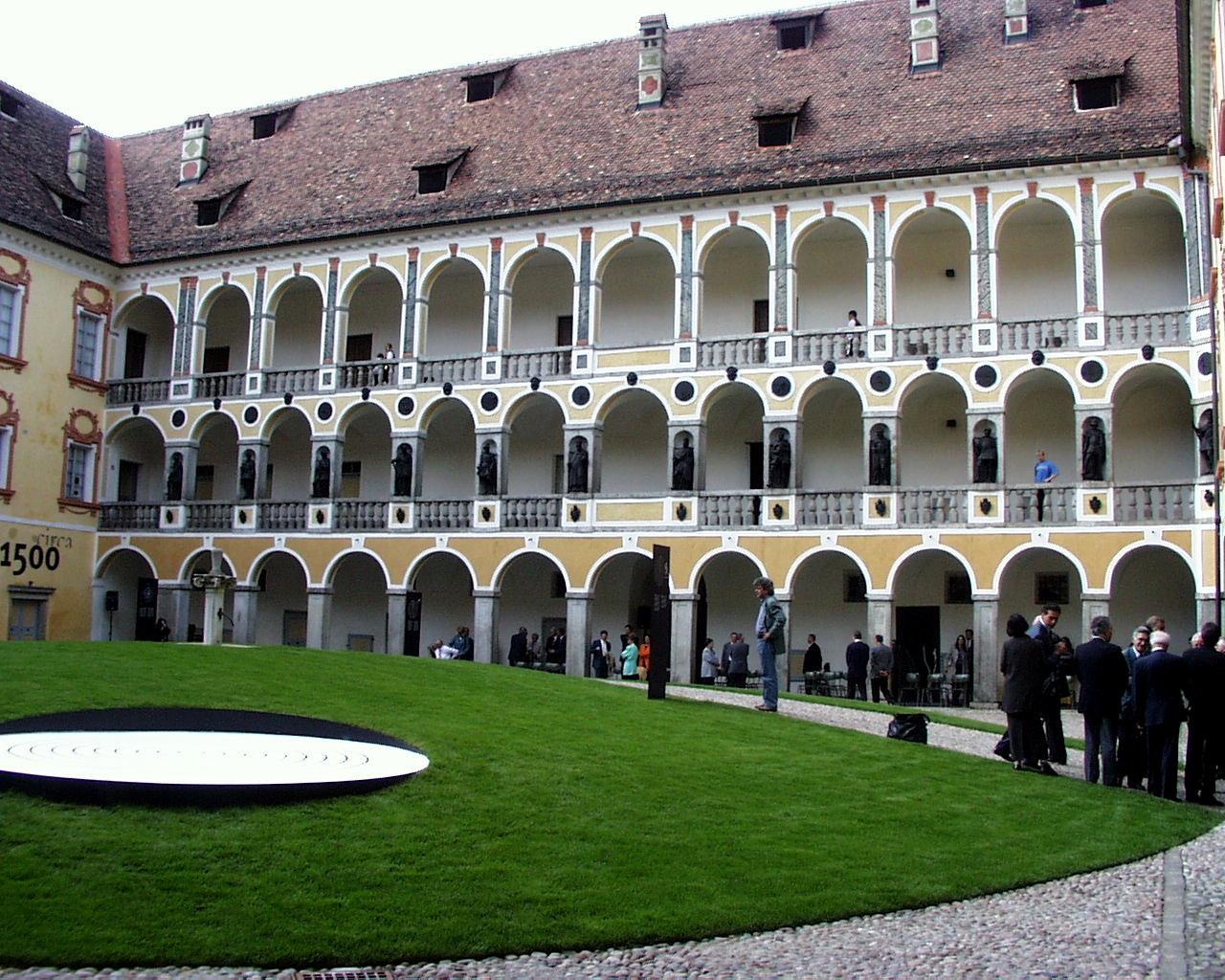

## أعلام
- آنيكا نيديرويسير
- جيفري فريش
- هارون مارس
- آرثر مارس
- رينولد ميسنر